# Euphonia imitans
L'eufonia corona maculata od organista corona maculata (Euphonia imitans (Hellmayr, 1936)) è un uccello passeriforme della famiglia dei Fringillidi.

## Etimologia
Il nome scientifico della specie, imitans, significa "imitatrice", in quanto Hellmayr nel descrivere questi uccelli ne constatò la somiglianza in termini di proporzioni all'eufonia di Gould: il loro nome comune è invece un chiaro riferimento alla livrea dei maschi.

## Descrizione

### Dimensioni
Misura 10 cm di lunghezza, per 14 g di peso.

### Aspetto
Si tratta di un uccelletto dall'aspetto robusto, munito di testa arrotondata, forte becco conico, ali appuntite e coda squadrata.
Il dimorfismo sessuale è ben evidente, con maschi muniti di testa, petto, dorso, ali e coda di colore nero-bluastro e ventre, fianchi e area inferiore delle scapole (oltre alla fronte) di colore giallo, che sfuma nel biancastro sul sottocoda: le femmine, invece, presentano livrea molto più sobria rispetto ai maschi, con dorso, ali e fianchi di colore grigio-brunastro, nuca e codione di color verde oliva, faccia, petto e ventre di colore bruno-giallastro e coda e remiganti nerastre.

In ambedue i sessi becco e zampe sono di colore nerastro, mentre gli occhi sono bruni.

## Biologia
Le eufonie corona maculata sono uccelli essenzialmente diurni, che vivono da soli o in coppie e passano la maggior parte della giornata alla ricerca di cibo fra gli alberi.

### Alimentazione
La dieta di questi uccelli è in massima parte frugivora, comprendendo bacche e piccoli frutti, ma anche (seppur di rado) insetti e nettare.

### Riproduzione
La stagione riproduttiva va da marzo a giugno: le eufonie corona maculata sono uccelli rigidamente monogami, coi due sessi che collaborano per larga parte dell'evento riproduttivo.
Il nido viene costruito da ambedue i partner: esso si compone di una parte esterna di rametti, licheni e fibre vegetali intrecciati e di una camera di cova interna foderata di materiale morbido e viene situato nel folto della vegetazione arborea.

All'interno del nido, la femmina depone 2-5 uova, che provvede a covare da sola (imbeccata nel frattempo dal maschio, che rimane sempre nei pressi del nido) per circa due settimane, al termine delle quali schiudono pulli, ciechi ed implumi. I nidiacei vengono accuditi ed imbeccati da ambedue i genitori: in tal modo, essi s'involano attorno alle tre settimane di vita, allontanandosi tuttavia in maniera definitiva dai genitori (che nel frattempo possono portare avanti una seconda covata) solo attorno al mese d'età, seguendoli frattanto nei loro spostamenti e continuando a chiedere loro l'imbeccata, sebbene via via più sporadicamente.

## Distribuzione e habitat
Si tratta di uccelli diffusi in un areale piuttosto circoscritto, che comprende l'area di confine fra Costa Rica e Panama affacciata sul Pacifico, grossomodo fra San José e la provincia di Chiriquí.
L'habitat di questi uccelli è rappresentato dal limitare delle zone alberate di foresta primaria e secondaria, nonché dai campi di taglio e dalle piantagioni.